# 榮町站 (富山縣)
榮町站（日语：／ Sakaemachi eki */?）是隸屬於富山地方鐵道不二越線的鐵路車站，位於富山縣富山市，車站編號為T58。本站現時為無人站，也是目前富山地方電鐵最新的車站，亦是繼1952年大泉站開業以來，67年後再有新站於沿線開設。本站設有副站名「縣立中央醫院口」（県立中央病院口），用以方便前往縣立中央醫院的乘客，同時亦配合縣立富山大學的護理學系於同年4月遷入車站附近的富山校園、為學生帶來較便利的交通。

## 背景
此站是由當區的居民所發起的請願站，2018年8月10日獲國土交通省北陸信越運輸局准批興建，2019年3月15日舉行開業儀式，翌日正式投入服務。建築費約為6500萬日圓，全數由富山市政府承擔。預計每天的使用人數約為200人。

## 歷史
- 2019年：

- 3月16日：開業。

## 車站構造
本站屬於地面車站，並採用只設有側式月台1座的簡易車站模式，列車不能在此交換。列車靠站時，往不二越站方向為右側上落；往稻荷町站時則為左側上落。
月台兩側均設有出入口，靠向不二越站的一邊為梯級；靠往稻荷町站一邊則為無障礙斜道。月台總長度為60米，有效長度為2節車廂，除梯級部份及列車未有停定的少部份月台為露天外，其餘部份均設有上蓋。月台上的設施非常簡單，除了站牌及告示牌外，便沒有其他的設施—包括候車座椅。
本站和不二越站只是相距400米、中間只有一個平交道的直線路段，故不論在列車上或月台上均能夠直接看到對站。

### 月台配置
| 路線      | 方向 | 目的地       | 備註 |
| --------- | ---- | ------------ | ---- |
| ■不二越線 | 上行 | 電鐵富山方向 |      |
| ■不二越線 | 下行 | 岩峅寺方向   |      |

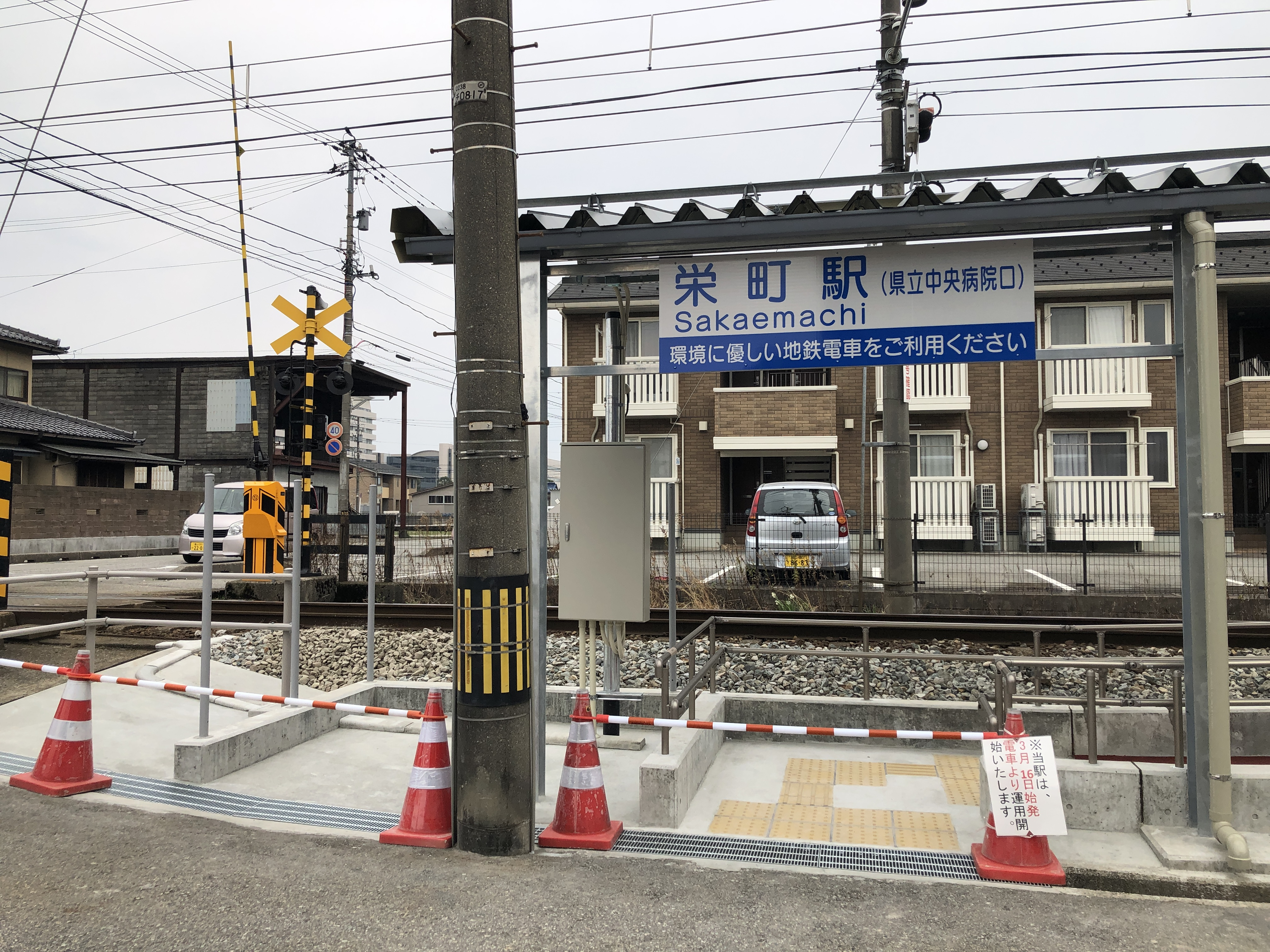
入口（北側）
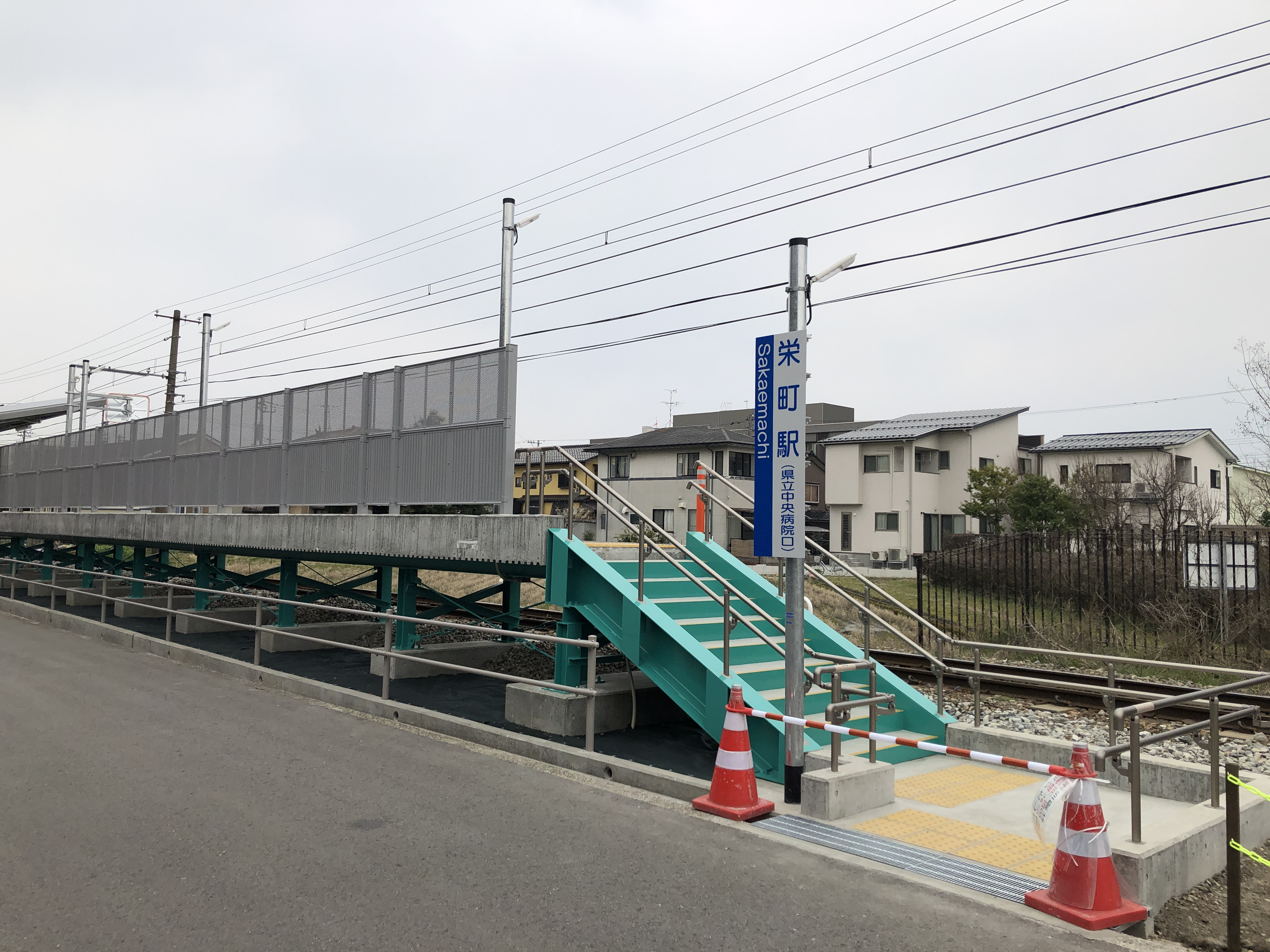
入口（南側）
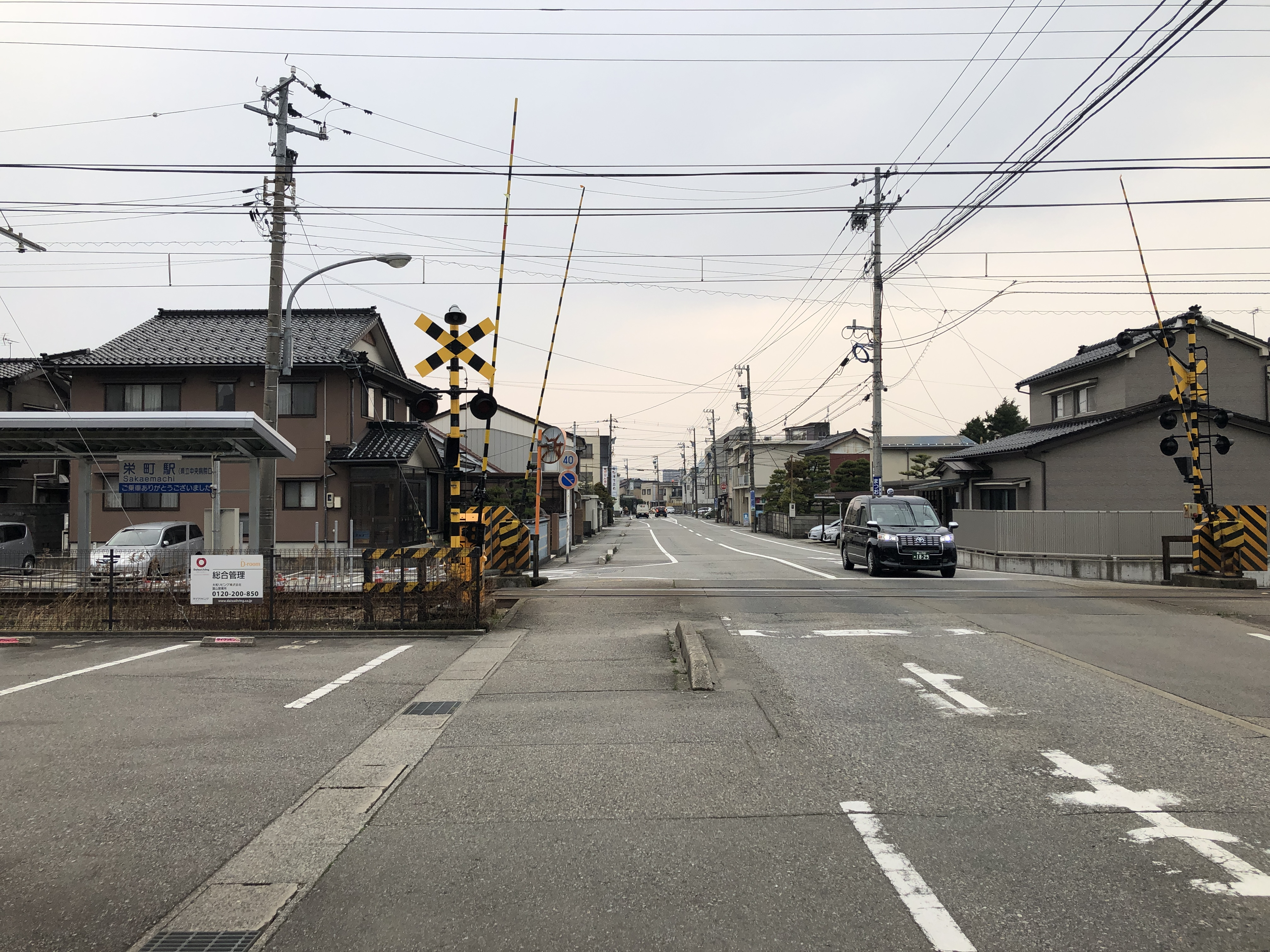
和車站相隣的平交道

## 相鄰車站
富山地方鐵道
■ 不二越線
普通
稻荷町（T02）－榮町（T58）－不二越（T59）

## 外部連結
- 富山地方鐵道榮町站公式網頁 （页面存档备份，存于）（日語）